# Fast Company (magazine)
Pour les articles homonymes, voir Fast Company.
Fast Company est un magazine d'affaires américain, traitant également de technologie, fondé en novembre 1995 à Boston. Racheté en 2000 par Gruner + Jahr, division du groupe Bertelsmann, il est revendu en 2005 à Joe Mansueto (en).

## Histoire
Fast Company est fondé en novembre 1995, à Boston, par Alan M. Webber et William C. Taylor, deux anciens de la revue Harvard Business Review. La même année, l'éditeur Mortimer Zuckerman (en) acquiert une participation majoritaire. À l'origine, le magazine est tiré à 100 000 exemplaires. Trois ans plus tard, ses ventes dépassent les 300 000 et Fast Company adopte une parution mensuelle. En 2000, la diffusion atteint les 500 000 exemplaires et le chiffre d'affaires s'élève à 77 millions de dollars.
Fast Company est racheté, en 2000, par Gruner + Jahr, une division du groupe allemand Bertelsmann, pour la somme de 350 millions de dollars. Touché par un scandale, le groupe revend ses titres de presse américains cinq ans plus tard. La vente des magazines Fast Company et Inc. attire l'intérêt d'une vingtaine d'acheteurs potentiels. Ils sont finalement cédés pour 35 millions à Joe Mansueto (en), fondateur de la société de conseil en investissements financiers Morningstar, Inc.,.
Christine Osekoski est nommée éditrice de Fast Company en 2007. En 2012, le magazine emploie environ quarante personnes. Il compte 725 000 abonnés payants et son site web attire chaque mois 6,5 millions de visiteurs uniques. Il est dirigé par Robert Safian, qui a auparavant occupé le poste de directeur des magazines Money (en), Forbes et Time.
En 2018, Stéphanie Mehta est nommée rédactrice en chef de Fast Company.

## Entreprises les plus innovantes
Tous les ans Fast Company publie un classement des entreprises les plus innovantes qui couvre 54 industries et secteurs différents.

### Classement 2023
| Position | Entreprise          |
| -------- | ------------------- |
| 1        | OpenAI              |
| 2        | McDonald's          |
| 3        | Airbnb              |
| 4        | Holdfast Collective |
| 5        | Nubank              |
| 6        | Microsoft           |
| 7        | Roblox              |
| 8        | Webtoon             |
| 9        | Ramp                |
| 10       | Tiffany & Co.       |